# Endtroducing.....
Endtroducing..... ist das Debütalbum des Musikproduzenten DJ Shadow. Es wurde 1996 auf dem britischen Label Mo’ Wax veröffentlicht und schrieb Geschichte als erstes Album, dessen Musik ausschließlich aus Samples bestand.

## Über das Album

### Entstehung
Endtroducing wurde zwischen 1994 und 1996 ausschließlich mit dem Sampler und Sequenzer Akai MPC 60 sowie zwei Turntables und einem Audiorekorder produziert. 2001 bekam es dafür einen Eintrag im Guinness-Buch der Rekorde. Außerdem arbeitete DJ Shadow mit der DAW-Software ProTools, die er bei einem befreundeten Produzenten benutzen konnte.
Shadow sampelte Platten aus den verschiedensten Genres wie Soul, Jazz, Funk, Rock, Klassik, Ambient oder Rap (Vocals), angeblich mehr als 500 verschiedene, und schuf daraus neue Songs, die Stilen wie Trip-Hop, Downtempo, Breakbeat, Plunderphonics oder Instrumental Hip-Hop, zu deren Entwicklung das Album maßgeblich beitrug, zugeordnet werden können. Des Weiteren integrierte er Sprachsamples aus Spielfilmen und Fernsehserien, darunter Twin Peaks.
Auf dem Cover von Endtroducing..... sind der Rapper Lyrics Born und Chief Xcel, Produzent des Hip-Hop-Duos Blackalicious, in einem Plattenladen zu sehen. Die Szene stammt aus dem Video der Single Midnight in a Perfect World. Auf dieser ist, nicht gesamplet, Gift of Gab von Blackalicious zu hören. Zudem ist Lyrics Born auf dem unbetitelten Skit vertreten. Blackalicious, Lyrics Born und DJ Shadow waren zu der Zeit alle beim englischen Label Mo’ Wax unter Vertrag und arbeiteten daher auf mehreren Alben zusammen.

### Erfolg
Drei Singles wurden aus dem Album ausgekoppelt, waren aber fast ausschließlich in England in den Charts vertreten. Bereits im März 1995 erschien „What Does Your Soul Look Like (Part 4)“ und konnte sich auf Platz 59 der UK Top 75 platzieren. Nach der Veröffentlichung des Albums erschienen Midnight in a Perfect World und Stem, die Platz 54 bzw. 74 erreichten. Stem bzw. Stem/Long Stem findet immer wieder in Fernsehreportagen, Werbespots und Filmen, etwa 187 – Eine tödliche Zahl, Verwendung.
Kommerziell war das Album wenig erfolgreich, lediglich in England (Platz 17) und den Niederlanden (Platz 75) erreichte es eine Chartplatzierung.

### Neuveröffentlichungen
2005 wurde das Album in einer „Deluxe Edition“ unter dem Zusatz Excessive Ephemera wiederveröffentlicht. Die neue Version enthält eine zweite CD mit Remixen, Single-Versionen, Demoaufnahmen und einem Liveset von 1997 in England.
Anlässlich des 20. Jubiläums kündigte DJ Shadow 2016 die Veröffentlichung der Endtrospective Edition an, die auf 3 CDs bzw. 6 LPs neben Endtroducing..... auch Excessive Ephemera und zahlreiche neue Remix-Versionen der Albumtracks enthält.
2021 erschien auf LP ein neues Remaster der ADAT-Originalbänder als Abbey Road Half-Speed Master Edition anlässlich des 25. Jubiläums.

## Titelliste
| Endtroducing….. | Deluxe Edition |
| --- | --- |
| 1. Best Foot Forward – 0:47 2. Building Steam With a Grain of Salt – 6:39 3. The Number Song – 4:34 4. Changeling – 7:16 - Transmission 1 – 0:35 5. What Does Your Soul Look Like (Part 4) – 5:02 6. Untitled – 0:25 7. Stem/Long Stem – 7:47 - Transmission 2 – 1:29 8. Mutual Slump – 4:00 9. Organ Donor – 1:57 10. Why Hip Hop Sucks in ‘96 – 0:47 11. Midnight in a Perfect World – 4:58 12. Napalm Brain/Scatter Brain – 9:21 13. What Does Your Soul Look Like (Part 1 - Blue Sky Revisit) – 6:17 - Transmission 3 – 1:11 | 1. Best Foot Forward (Alternate Version) – 1:16 2. Building Steam With a Grain of Salt (Alternate Take Without Overdubs) – 6:43 3. Number Song (Cut Chemist Party Mix) – 5:14 4. Changeling (Original Demo Excerpt) – 1:00 5. Stem (Cops ‘N’ Robbers Mix) – 3:48 6. Soup (Single Version) – 0:44 7. Red Bus Needs to Leave – 2:45 8. Mutual Slump (Alternate Take Without Overdubs) – 4:21 9. Organ Donor (Extended Overhaul) – 4:29 10. Why Hip Hop Sucks in ‘96 (Alternate Take) – 0:54 11. Midnight in a Perfect World (Gab Mix) – 4:55 12. Napalm Brain (Original Demo Beat) – 0:35 13. What Does Your Soul Look Like (Peshay Remix) – 9:24 14. Live in Oxford, England Oct. 30 1997 – 12:35 |

## Rezeption
Endtroducing wurde bereits bei seinem Erscheinen von den Kritikern gefeiert und als bedeutender Teil einer post-konservativen Electronica-Generation angesehen, die Popmusik und unsere Hörgewohnheiten neu gestalte.
Die Zeit bescheinigte dem Album, den ersten Schritt in eine völlig neue musikalische Ära gemacht zu haben, die mit der heutigen kaum noch etwas zu tun habe:

„‚Endtroducing. . .‘ mit seinem abstrakt groovenden Eklektizismus stößt mit Wucht eine Tür in die Zukunft auf, eine Zukunft, in der Popmusik sogar ihrem Zitatcharakter entsagt und auf molekularer Ebene eine Rekombination der eigenen Geschichte erfährt. Neue Alphabete werden sich bilden, neue Sprachen, neue semantische Konventionen, die aus heutiger Sicht jeden beliebigen Popsong zu einem akustischen ‚Finnegan's Wake‘ werden lassen. ‚Endtroducing. . .‘ mag dann kitschig, ungelenk, tapsig wirken, aber sie wird als erster Gehversuch in diese neue Welt gelten, in der Musik im hergebrachten, handwerklichen Sinne nichts mehr gilt.“

Zur Veröffentlichung der Deluxe Edition des Albums analysierte das E-Zine PopMatters die Bedeutung von Endtroducing….. im immer einflussreicher werdenden Genre der Elektronischen Musik als „field report from the frontlines of a brave new world“ und gab ihm zehn von zehn möglichen Punkten.

„The concept of the album was hardly unique, except in the respect that it was so damn good -- a methodical and studied celebration of ideas which had been around for a while but had yet to be fully exploited. Davis came along at just the right time in history to make an impact, a time when an album like Endtroducing… could stand out because it exemplified the best of so many progressive trends in popular music. In terms of it's immediate importance it probably can't equal Nevermind or The Chronic, but in terms of its influence, its stature and its quality, Endtroducing… could lay a serious claim to being the most important album of the 1990's. (…) As easy as it is to respect Endtroducing… for all its technical virtuosity and intellectual rigor, it's even easier to love it for it's warmth and passion, and the unerring, overwhelming humanity that informs what could have been a staid and formalistic exercise. It stands as an unparalleled achievement, the likes of which we may never see again.“

AllMusic sah den Erfolg von Endtroducing..... in der Kreation neuer, innovativer Songs aus altbekannten und gibt ihm mit fünf Punkten die Höchstpunktzahl.

„Using hip-hop, not only its rhythms but its cut-and-paste techniques, as a foundation, Shadow created a deep, endlessly intriguing world on Endtroducing…, one where there are no musical genres, only shifting sonic textures and styles. (…) it’s innovative, but it builds on a solid historical foundation, giving it a rich, multi-faceted sound. It’s not only a major breakthrough for hip-hop and electronica, but for pop music.“

Musikexpress bewertete das Album überschwänglich und vergab die Höchstwertung von sechs Sternen.

„Diese Platte ist alles: ein klassisches Opus, eine Lehrstunde im Einsatz von Samples und Beats, eine bisher ungehörte Ansammlung an Tönen und Strukturen. Dies ist die Postmoderne, wie sie sein sollte: nicht beliebig, sondern bewußt, frei und präzise.“

Uwe Schütte nahm Endtroducing..... in seine Basis-Diskothek der Rock- und Popmusik auf und hob die Nachwirkungen des Albums hervor.

„Als DJ Shadow war er seit Beginn der Neunziger an der Front der experimentell-intellektuellen Variante des instrumentalen Hip Hop tätig. Trotzdem war die Musikwelt kaum auf den bastardisierten Breakbeat-Donnerschlag vorbereitet, mit dem sein Debütalbum die moderne Tanzmusik für immer veränderte. Endtroducing..... befreite den Hip Hop aus der Semantik der Straße und etablierte ihn endgültig als postmoderne Kunstform. Dieses kaleidoskopische Manifest über den Tod des Autors in der Popkultur kommt völlig ohne Rapper aus und besteht ausschließlich aus Samples.“

Fast zehn Jahre nach seiner Veröffentlichung wurde das Album von Business Wire als „one of the most revolutionary albums ever issued“ bezeichnet.

„‚Endtroducing…,‘ hip-hop visionary DJ Shadow's landmark 1996 album, changed how a generation thought about music, and its influence is still felt today in hip-hop, trip-hop, dance, electronica and rock ’n’ roll.“

RapReviews.com betont den Einfluss, den Endtroducing..... auf das weit bekanntere und erfolgreichere Album OK Computer von Radiohead sowie „a thousand imitators, and a countless many“ gehabt hätte und meint, dass Miles Davis’ Musik als Hip-Hop-Künstler im Jahr 1996 wie Endtroducing..... geklungen hätte. Die Seite vergibt dem Album für die Musik und die Produktion jeweils die Höchstpunktzahl.

„‚Endtroducing…‘ manages to create a mood onto which you can project anything - this is, perhaps, the primary triumph. Whether it is the background music at a party, music to help you study to, music to deliberately scare your girl to (so that she will need you for comfort), pretty much anything… Your first listen may prove relatively unremarkable, but after that it will be on repeat as your first port of call for many a situation. If anything, this album deserved to have been the Tubular Bells or The Dark Side of the Moon for the 1990's generation. Perhaps it never quite reached such iconic for one reason - it is hip hop, and was in direct contrast to the hip hop that found global fame in 1996.“

Tim Herr von MZEE schrieb in einer Kritik, dass das Album sich nicht nur durch eine spannende Herangehensweise auszeichne, sondern auch musikalisch überzeuge. Zwar seien einige Abschnitte des Werks aus heutiger Sicht holprig und einfach gehalten, dennoch bescheinigt der Autor dem Album einen hohen Einfluss auf das Genre.
„Für mich und viele andere Fans des Samplings ist das Album ein Meilenstein, der zahlreiche nachfolgende Vertreter:innen der Kunstform inspirierte. Daher möchte ich diesen musikalischen Rekordhalter allen ans Herz legen, die sich für instrumentalen HipHop begeistern können.“

### Bestenlisten
Das Magazin Rolling Stone wählte Endtroducing..... auf Platz 71 der 100 besten Alben der 1990er Jahre sowie auf Platz 68 der 100 besten Debütalben. 2020 erreichte es außerdem Platz 329 der 500 besten Alben aller Zeiten.
New Musical Express führt es auf Platz 412 der 500 besten Alben aller Zeiten.
In der Auswahl der 300 besten Alben aus dem Zeitraum 1985 bis 2014 von Spin belegt Endtroducing..... Platz 9. Das Magazin wählte es zudem auf Platz 15 der 90 besten Alben der 1990er Jahre.
Pitchfork wählte es auf Platz 7 der 100 besten Alben des Jahrzehnts.
Time nahm es in die Aufstellung der 100 wichtigsten Alben auf.
Endtroducing..... gehört zu den 1001 Albums You Must Hear Before You Die.
National Public Radio zählt es zu den 300 bedeutendsten US-amerikanischen Alben.
DJ Shadows nachfolgende Werke mussten sich seitdem stets mit dem Debüt vergleichen lassen und schnitten dabei trotz ähnlich hoher Qualität meist schlechter ab. PopMatters meint, „the only real problem with Endtroducing… is that it set the bar so high for Shadow and his peers in the instrumental hip-hop world that most everything else to date comes as an afterthought. (…) you can only invent the wheel once.“

## Charts und Chartplatzierungen
| ChartsChartplatzierungen     | Höchstplatzierung | Wochen |
| ---------------------------- | ----------------- | ------ |
| Vereinigtes Königreich (OCC) | 17 (10 Wo.)       | 10     |

## Auszeichnungen für Musikverkäufe
| Land/Region                  | Auszeichnungen für Musikverkäufe (Land/Region, Auszeichnung, Verkäufe) | Verkäufe |
| ---------------------------- | ---------------------------------------------------------------------- | -------- |
| Vereinigtes Königreich (BPI) | Platin                                                                 | 300.000  |
| Insgesamt                    | 1× Platin ·                                                            | 300.000  |